# Pauly D

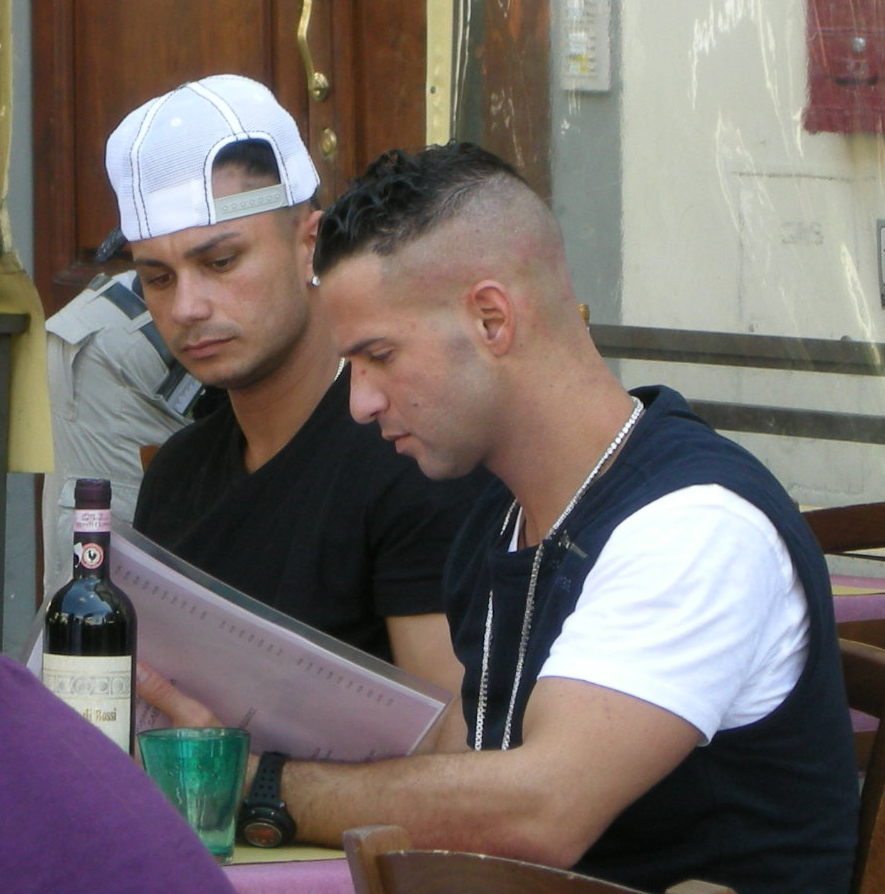
Pauly D (vlevo) s Michael Sorrentino, v Florencie, Itálie

Paul DelVecchio (* 5. července 1980 v Providence v Rhode Island, USA), spíše známý jako Pauly D nebo DJ Pauly D, je americký televizní herec, DJ a hudební producent. Je znám pro svou účast v televizní Reality show "Jersey Shore".
Vyhrál Teen Choice Awards roku 2011 v kategorii Reality Star: Muž.